# Königlich Bayerisches 15. Infanterie-Regiment „König Friedrich August von Sachsen“
Das 15. Infanterie-Regiment „König Friedrich August von Sachsen“ war ein Infanterieverband der Bayerischen Armee. König Johann war bis zu seinem Tode Inhaber, ab 25. April 1875 dann Albert von Sachsen, das Regiment hieß nun 15. Infanterie-Regiment „König Albert von Sachsen“, ab 1904 wurde Friedrich August III. der neue Regimentsinhaber.

## Geschichte
Der Verband wurde am 4. August 1722 aus den dritten Bataillonen der Regimenter „Kurprinz“ und „Maffei“ in Donauwörth als Füsilierregiment aufgestellt und 1789 in das 1. Feldjäger-Regiment umgewandelt. Im Jahr 1800 wurde der Regimentsverband aufgehoben, die beiden selbständigen Bataillone wurden 1803 in Leichte Infanterie umbenannt. Am 10. August 1815 wurden sie dann zum 15. Regiment der Linieninfanterie zusammengefasst.
Das Regiment war seit 1868 mit allen drei Bataillonen in Neuburg an der Donau stationiert.

### Befreiungskriege
In den Befreiungskriegen gegen Napoleon war das Regiment vom 25. bis 27. Oktober 1813 an den Kämpfen bei Würzburg, vom 30. bis 31. Oktober an der Schlacht bei Hanau und stand am 27. Dezember im Gefecht bei Lure. Daran schloss sich bis zum 14. April 1814 die Belagerung von Hüningen an.

### Krieg gegen Preußen 1866
Als Verbündeter des Kaisertums Österreich kam das Regiment im Auftrag des Deutschen Bundes während des Krieges gegen Preußen bei Zella, Kissingen, Helmstadt und Hettstadt ins Gefecht.

### Deutsch-Französischer Krieg
Im Krieg gegen Frankreich 1870/71 kämpfte das Regiment u. a. bei Sedan und war an der Einschließung und Belagerung von Paris beteiligt.

### Erster Weltkrieg
Das Regiment, Teil der 4. Infanterie-Brigade, machte am 2. August 1914 mobil und kam in der Folgezeit an der Westfront zum Einsatz. Vom 23. Mai 1916 an wurde es in der Schlacht um Verdun verheizt. Nach nur fünf Tagen waren von seinen anfangs rund 3000 Soldaten mehr als ein Drittel tot, verwundet oder vermisst. Nach acht Wochen, am 15. Juli 1916, waren 2555 Mann, mehr als fünf Sechstel des Regimentes, tot, verwundet oder vermisst.
Im September 1916 wurde das Regiment um eine 2. und 3. MG-Kompanie sowie im September 1918 um eine MW-Kompanie ergänzt. Im Oktober 1918 sollte das Regiment helfen, die Siegfriedstellung und – nachdem diese von den Briten durchbrochen wurde – die rückwärtige Hundingstellung (die südöstliche Verlängerung der Hermannstellung) zu halten.

### Verbleib
Nach dem Waffenstillstand von Compiègne marschierte das Regiment in die Heimat zurück. Dort wurde es ab 15. Dezember 1918 in Neuburg demobilisiert und schließlich aufgelöst. Aus Teilen bildeten sich im April 1919 verschiedene Freiformationen. So die Freiwilligen-Kompanie „Kübler“, die zum Freiwilligen-Detachement „Schaaf“ übertrat. Dieses ging im Juni 1919 als III. Bataillon im Reichswehr-Infanterie-Regiment 43 auf. Außerdem wurde eine Volkswehr-Kompanie „Neuburg“, die zum Freikorps Oberland übertrat, sowie eine Volkswehr-Kompanie „Kirchbauer“ gebildet.
Die Tradition übernahm in der Reichswehr durch Erlass des Chefs der Heeresleitung General der Infanterie Hans von Seeckt vom 24. August 1921 die 8. Kompanie des 20. (Bayerisches) Infanterie-Regiments in Ingolstadt.

## Kommandeure
| Dienstgrad          | Name                | Datum                               |
| ------------------- | ------------------- | ----------------------------------- |
| Oberst/Generalmajor | Ludwig von Tutschek | 20. Mai 1913 bis 21. Mai 1915       |
| Major               | Prenner             | 22. Mai bis 26. September 1915      |
| Oberst              | Joseph Abel         | 27. September 1915 bis 22. Mai 1916 |
| Oberstleutnant      | Krackhardt          | 23. Mai bis 15. Juni 1916           |
| Oberstleutnant      | Popp                | 16. Juni 1916 bis 24. Februar 1918  |
| Major               | Franz Schaaf        | 25. Februar bis 17. September 1918  |
| Major               | Zobel               | 18. September 1918 bis Kriegsende   |